# 塞萨洛尼基亚里士多德大学
塞萨洛尼基亚里士多德大学，又称亚里士多德大学，为希腊塞萨洛尼基的一所大学，为希腊规模最大的大学。该校以古希腊哲学家、科学家亚里士多德命名。校园总面积23万平方米。在读学生约95,000名，其中本科86,000名，研究生9000名。

## 院系设置
亚里士多德大学包含12个学院，36个系。

## 知名校友
- 赫里斯托斯·萨采塔基斯，希腊前总统。
- 艾伯乐，輝瑞制药董事长兼首席执行官。
- Vassilis Angelopoulos，物理学家，美国宇航局西弥斯卫星计划领导人。